# Jewhen Fadjejew
Jewhen Fadjejew (ukrainisch Євген Фадєєв; * 8. Oktober 1997 in Kiew) ist ein ukrainischer Eishockeyspieler, der seit 2023 bei den Eaters Limburg in der belgisch-niederländischen BeNe League spielt.

## Karriere

### Club
Jewhen Fadjejew begann seine Karriere als Eishockeyspieler beim HK Sokil Kiew in seiner Heimatstadt. 2011 wagte er den Sprung nach Nordamerika, wo er 2012 mit den Wilkes-Barre/Scranton Knights die Atlantic Youth Hockey League in der Altersklasse U14 gewann und anschließend auch USA Hockey National 14-and-Under Tier I Champion wurde. Im Folgejahr gelang der Erfolg in der Atlantic Youth Hockey League in der Altersklasse U16. Nach diesem Erfolg zogen ihn die Madison Capitols im USHL Entry Draft. Dort spielte er, bis er 2017 ein Studium an  der Ohio State University aufnahm. Mit der Universitätsmannschaft spielte er in der Big Ten Conference der National Collegiate Athletic Association, deren reguläre Saison das Team 2019 gewinnen konnte. 2021 kehrte er in die Ukraine zurück und schloss sich wieder dem HK Sokil Kiew aus der Ukrainischen Eishockeyliga an. Nach dem russischen Überfall auf die Ukraine 2022 wechselte er im Januar 2023 nach Deutschland zum Krefelder EV in die Oberliga Nord. Im Sommer 2023 zog er weiter zu den Eaters Limburg in die belgisch-niederländische BeNe League.

### International
Im Nachwuchsbereich spielte Fadjejew für die Ukraine bei der U18-Weltmeisterschaften 2015 in der Division I.
Für die Herren-Nationalmannschaft nahm Fadjejew erstmals an der Weltmeisterschaft der Division I 2022 teil. Auch 2023 spielte er in der Division I.

## Erfolge und Auszeichnungen
- 2012 Gewinn der Atlantic Youth Hockey League U14 mit den Wilkes-Barre/Scranton Knights
- 2012 USA Hockey National 14-and-Under Tier I Champion mit den Wilkes-Barre/Scranton Knights
- 2013 Gewinn der Atlantic Youth Hockey League U14 mit den Wilkes-Barre/Scranton Knights
- 2019 Gewinn der Hauptrunde der Big Ten Conference mit den Ohio State Buckeyes